# Río Deseado
Der Río Deseado ist ein Fluss in der argentinischen Provinz Santa Cruz.
Der Fluss stellt eine Verlängerung des Río Fénix dar. Ursprünglich lief der Río Fénix, der nördlich des Lago Buenos Aires in den Anden entspringt, in großem Bogen südostwärts, bis er nahe an der Stelle, an der sich heute die Stadt Perito Moreno befindet, scharf nach Westen abbog und in den Lago Buenos Aires mündete. Um die Grenzziehung zwischen Chile und Argentinien für Argentinien vorteilhafter zu gestalten (als Kriterium für die Grenzziehung galt u. a. die Wasserscheide zwischen Pazifik und Atlantik), veranlasste Francisco P. Moreno 1898 die Einbindung des Río Fénix in das Flusssystem des Río Deseado durch den Bau eines Kanals. Hierdurch fließt der Río Fénix ab der Stadt Perito Moreno zum Río Deseado. Der Oberlauf wird in Karten jetzt als Río Fénix Grande bezeichnet. Das verbleibende kurze Stück von der Stadt bis zum Lago Buenos Aires wird als Río Fénix Chico bezeichnet. Durch diese Maßnahme erreichte Argentinien eine Aufteilung des Sees sowie den Gewinn etlicher Quadratkilometer auf der nordöstlichen Seite des Sees. Das System Río Fénix Grande, Río Fénix Chico, Río Deseado stellt eine künstliche Flussbifurkation dar: Río Fénix Chico fließt über Lago Buenos Aires / Lago General Carrera / Río Baker dem Pazifik zu, Río Deseado mündet nach 615 km in den Atlantik. Auf seinem Weg nach Südosten wird der Fluss für Bewässerung genutzt. Nebenflüsse sind u. a. der Río Pinturas.
Der Fluss verläuft streckenweise unterirdisch, kommt jedoch vor der Küstenstadt Puerto Deseado wieder an die Oberfläche, um dort einen natürlichen Seehafen zu bilden.